# 산미겔 화산
산미겔 화산(San Miguel)은 엘살바도르의 산미겔 주에 있는 화산이다. 이 화산은 현재까지도 연기를 내뿜는 활화산이며, 2013년에 분화한 바 있다. 다른 이름으로는 차파라스틱이라고도 하며, 현재도 분화의 조짐이 계속 나타나고 있다. 따라서 이 화산은 주의할 필요가 있다.